# JAM3
JAM3 (англ. Junctional adhesion molecule 3) – білок, який кодується однойменним геном, розташованим у людей на короткому плечі 11-ї хромосоми. Довжина поліпептидного ланцюга білка становить 310 амінокислот, а молекулярна маса — 35 020.
| 10         |  | 20         |  | 30         |  | 40         |  | 50         |
| ---------- |  | ---------- |  | ---------- |  | ---------- |  | ---------- |
| MALRRPPRLR |  | LCARLPDFFL |  | LLLFRGCLIG |  | AVNLKSSNRT |  | PVVQEFESVE |
| LSCIITDSQT |  | SDPRIEWKKI |  | QDEQTTYVFF |  | DNKIQGDLAG |  | RAEILGKTSL |
| KIWNVTRRDS |  | ALYRCEVVAR |  | NDRKEIDEIV |  | IELTVQVKPV |  | TPVCRVPKAV |
| PVGKMATLHC |  | QESEGHPRPH |  | YSWYRNDVPL |  | PTDSRANPRF |  | RNSSFHLNSE |
| TGTLVFTAVH |  | KDDSGQYYCI |  | ASNDAGSARC |  | EEQEMEVYDL |  | NIGGIIGGVL |
| VVLAVLALIT |  | LGICCAYRRG |  | YFINNKQDGE |  | SYKNPGKPDG |  | VNYIRTDEEG |
| DFRHKSSFVI |  |            |  |            |  |            |  |            |

A: Аланін

C: Цистеїн

D: Аспарагінова кислота

E: Глутамінова кислота

F: Фенілаланін

G: Гліцин

H: Гістидин

I: Ізолейцин

K: Лізин

L: Лейцин

M: Метіонін

N: Аспарагін

P: Пролін

Q: Глутамін

R: Аргінін

S: Серин

T: Треонін

V: Валін

W: Триптофан

Задіяний у таких біологічних процесах, як клітинна адгезія, ангіогенез, альтернативний сплайсинг. 
Локалізований у клітинній мембрані, мембрані, клітинних контактах.
Також секретований назовні.